# Dorcadida
Dorcadida – rodzaj chrząszczy z rodziny kózkowatych i podrodziny zgrzypikowych.

## Zasięg występowania
Przedstawiciele tego rodzaju występują w Australii.

## Systematyka
Do Dorcadida należą 2 gatunki:
- Dorcadida bilocularis,
- Dorcadida walkeri.